# José Agosto Muriel
José Agosto Muriel (San Juan, 15 ottobre 1964) è un ex cestista portoricano.

## Carriera
Con Porto Rico ha disputato i Campionati mondiali del 1990.